# Niente da perdere (romanzo)
Niente da perdere (Nothing to lose) è un romanzo del 2008 di Lee Child, il dodicesimo che ha come protagonista Jack Reacher, ex poliziotto militare, girovago, duro e giusto.

## Trama
Tra le cittadine di Hope e Despair in Colorado si estende un tratto desertico dove Jack trova il cadavere di un giovane. Impossibile fermarsi nell'inospitale Despair, dove è stato brevemente incarcerato per vagabondaggio, Jack arriva nella più amena cittadina di Hope. Qui coinvolge una giovane agente nelle personalissime indagini su giovani scomparsi e strani traffici legati all'immenso stabilimento di smaltimento di Despair, unica fonte di reddito della squallida cittadina. 